# Хандагай (Бурятия)
Хандага́й (бур. Хандагай — «лось») — посёлок в Хоринском районе Бурятии. Входит в сельское поселение «Кульское».

## География
Расположен в межгорной долине северных отрогов Худанского хребта на правом берегу речки Хандагай (левый приток Уды), в 6 км к югу от региональной автодороги 03К-011 Верхнеталецкий тракт, в 28 км к юго-западу от центра сельского поселения, села Санномыск, и в 57 км от районного центра — села Хоринск.

## История
До 14 октября 2015 года посёлок был центром упразднённого сельского поселения «Хандагайское».

## Население
| 2002 | 2010 |
| ---- | ---- |
| 482  | ↘448 |

## Экономика
Заготовка и переработка древесины.